# Трое в лодке, не считая собаки (фильм, 1956)
«Трое в лодке, не считая собаки» (англ. Three Men in a Boat) — британская кинокомедия режиссёра Кена Эннакина в формате CinemaScope с Лоуренсом Харви, Дэвидом Томлинсоном и Джимми Эдвардсом в главных ролях. Экранизация одноимённой повести Джерома Клапки Джерома. Фильм получил смешанные отзывы, однако оказался коммерчески успешен.

## Сюжет
Действие киноленты происходит в эдвардианскую эпоху. Харрис, Джером и Джордж, решив отдохнуть от городской жизни, отправились на лодке в путешествие вверх по Темзе в Оксфорд, взяв с собой свою собаку Монморанси. Главных героев окружают проблемы: Джордж рад ускользнуть от работы в банке, Харрис хотел укрыться от миссис Уиллис, которая настаивает, чтобы он женился на её дочери Кларе, Джером же решил сделать перерыв в отношения со своей женой Этельбертой. Джордж встречает трёх девушек, Софи Клаттерхаус и её сестёр Блюбелл и Примроуз Портерхаус, которые также совершали прогулку вверх по реке, надеясь увидеть их снова. Путешественники попадают во всевозможные проблемы с погодой, рекой, лодкой, едой, Хэмптон-Кортским лабиринтом, палатками, дождём и замка́ми. В дальнейшем они снова встречаются с девушками, пытаются ухаживать за ними, но в это время героев находят миссис Уиллис, её дочь и Этельберта, что приводит к новым приключениям.

## В ролях
| В ролях          |  | Персонаж              |
| ---------------- |  | --------------------- |
| Лоуренс Харви    |  | Джордж                |
| Дэвид Томлинсон  |  | Гаррис                |
| Джимми Эдвардс   |  | Джером                |
| Ширли Итон       |  | Софи Клаттерхаус      |
| Джилл Айрленд    |  | Блюбелл Портерхаус    |
| Лиза Гастони     |  | Примроуз Портерхаус   |
| Мартита Хант     |  | миссис Уоллис         |
| Эдриенн Корри    |  | Клара Уоллис          |
| Кэмпбелл Коттс   |  | Эмброуз Портерхаус    |
| Джоан Хейторн    |  | миссис Портерхаус     |
| Ноэль Миддлтон   |  | Этельберта            |
| Чарльз Ллойд-Пэк |  | мистер Квилп          |
| Робертсон Хэа    |  | фотограф              |
| А. Э. Мэттьюс    |  | первый игрок в крикет |
| Майлс Маллесон   |  | второй игрок в крикет |
| Эрнест Тесайджер |  | арбитр                |

## Награды и премии
| Премия                         | Дата церемонии | Категория                              | Номинанты                    | Итог      |
| ------------------------------ | -------------- | -------------------------------------- | ---------------------------- | --------- |
| BAFTA                          | 1957           | Лучший сценарий для британского фильма | Хьюберт Грегг, Вернон Харрис | Номинация |
| Кинофестиваль в Карловых Варах | 1957           | Хрустальный глобус                     | Кен Эннакин                  | Номинация |

## Сборы
Фильм стал двенадцатым по сборам в прокате Великобритании в 1957 году.